# ИС (танк, 1940)
ИС (не путать с танками ИС-1 и ИС-2) — проект тяжёлого советского танка, работы над которым велись в 1940 году, но танк не вышел из стадии проекта.

## История
Вероятно, прообразом данного танка, как и танка КВ стал тяжелый танк Сергей Миронович Киров, работы над которым велись в 1939—1940 г. и опытный образец которого принимал участие в Советско-Финской войне.
Как предполагают авторы литературы, посвященной этому танку, корпусом должен был стать СМК (скорее всего, измененный с учетом массы 152-мм орудия, снарядов к нему, увеличенной башни и толщины брони). Косвенным подтверждением этому является тот факт, что иных корпусов с суммарным числом катков, равным 16, на 1940 г. не было, а разработка с нуля не оправдывала себя ввиду необходимости конструирования и испытания целого ряда боевых машин.
Главным вооружением танка должно было стать 152-мм орудие — БР-2. Предположения о том, что им должно было стать М-10 (танковая) не верны, так как М-10 является гаубицей, а также является довольно коротким, что противоречит информации писателей, поведавших в книге о том, что ствол выходил за пределы корпуса.
В проекте указано, что броня корпуса состояла из 100 мм бронелистов под рациональным углом наклона, а броня башни — целых 110 мм, что сделало бы это танк самым тяжёлобронированным на то время. Предполагаемая масса танка — 70-90 тонн.
Помимо основного проекта с расположением башни в середине корпуса был еще один, подразумевавший установку башни в корме.